# Franz Commer
Franz Commer (Colònia, 25 de gener de 1813 - Berlín, 17 d'agost de 1887) fou un compositor alemany del Romanticisme.
Fou deixeble de Carl Leibl i de Klein i als quinze anys se'l nomenà organista de l'església dels carmelites i cantor de la capella de la catedral de la seva ciutat nadiua. El 1832 passà a Berlín on estudià amb August Wilhelm Bach i s'encarregà d'ordenar la música de la Biblioteca Reial s'afeccionà als estudis històrics, publicant Collectio operum musicorum Batavorum saeculi XVI, Musica sacra XVI, XVIII saeculorum, Selectio modorum ab Orlando de Lasso compositorum, Collectio de compositions pour l'orgue des XVI, XVII, XVIII siècles, Cantica sacra. Fou també director del cor de l'església catòlica de Santa Eduvigis, mestre del cant de l'escola de Santa Isabel, Conservatori i Liceu Francès, director reial de música i membre de l'Acadèmia. El 1844 fundà amb Kuster la Unió Musical de Compositors, i el 1868, junt amb Robert Eitner la Societat d'Investigació musical. Escriví misses, oratoris, danses i la música per Les Granotes d'Aristòfanes, i Electra, de Sòfocles.
L'editor i compositor August Neithardt (1793-1861) edità els volums 5.7 i 12 de Musica sacra de Commer.